# يوسف كلافتر
يوسف (يوسي) كلافتر (بالعبرية: יוסף קלפטר) من مواليد 7 مايو 1945) هو أستاذ فيزياء كيميائية إسرائيلي، وأستاذ كرسي هاينمان للكيمياء الفيزيائية في جامعة تل أبيب، وكان الرئيس الثامن لجامعة تل أبيب من عام 2009 إلى عام 2019. 
حصل على جائزة إسرائيل لعام 2020 في مجالات الكيمياء والفيزياء.

## حياته
ولد يوسف كلافتر في تل أبيب في فلسطين تحت الانتداب البريطاني عام 1945 لأبوين مهاجرين سلوفاكيين جاءا إلى إسرائيل بشكل غير قانوني في عام 1939.  تلقى تعليمه الابتدائي والثانوي في ريشون لتسيون.  وحصل على البكالوريوس والماجستير في الفيزياء من جامعة بار إيلان، والدكتوراه في الكيمياء من جامعة تل أبيب.  وشارك في حرب الأيام الستة.  ثم شارك في برنامج دراسات ما بعد الدكتوراه في الكيمياء في معهد ماساتشوستس للتكنولوجيا (MIT)، ثم عمل في مجال البحث والتطوير في شركة إكسون لمدة ثماني سنوات. 
وهو أستاذ الفيزياء الكيميائية في جامعة تل أبيب.  وانضم إلى كلية ريموند وبيفرلي ساكلر للكيمياء بجامعة تل أبيب في عام 1987، وأصبح أستاذًا متفرغًا في عام 1989.   وكان رئيسًا لجامعة جوردون في الكيمياء من عام 1998 إلى عام 2003، وعين رئيسًا لقسم هاينمان للكيمياء الفيزيائية في عام 2003.  وترأس مؤسسة العلوم الإسرائيلية من 2002 إلى 2009.   
وكان كلافتر هو الرئيس الثامن لجامعة تل أبيب، لفترتين من 2009 إلى 2019، عندما خلفه أرييل بورات.    وكان الرئيس السابق تسفي غاليل. 
شارك في تأليف كتاب الخطوات الأولى في المسيرات العشوائية: من الأدوات إلى التطبيقات (2011)، وقد نشر أكثر من 400 مقالة علمية وقام بتحرير 18 كتابًا.  
وفي عام 2011 انتخبت الأكاديمية الأمريكية للفنون والعلوم كلفتر عضوًا فخريًا.   وهو أيضًا زميل الجمعية الفيزيائية الأمريكية. وحصل على جائزة مؤسسة ألكسندر فون هومبولت، وجائزة وايزمان للعلوم، وجائزة روتشيلد في الكيمياء، وجائزة الجمعية الكيميائية الإسرائيلية. 
وحصل على الدكتوراه الفخرية من جامعة فروتسواف للتكنولوجيا في بولندا؛ و"وسام نجمة إيطاليا " من رئيس إيطاليا؛ والأستاذية الفخرية من جامعة تسينغهوا في الصين؛ والدكتوراه الفخرية من الأكاديمية السلوفاكية للعلوم.    

## جوائز
حصل كلافتر على جائزة إسرائيل لعام 2020 في مجالات الكيمياء والفيزياء. 